# Pont de l'île Saint-Denis
Le pont de l'île Saint-Denis franchit la Seine en deux parties, une de Saint-Denis, à l'est, à l'Île Saint-Denis, communes toutes deux du département de la Seine-Saint-Denis, et l'autre de l'Île Saint-Denis à Villeneuve-la-Garenne, à l'ouest, dans le département des Hauts-de-Seine.

## Historique

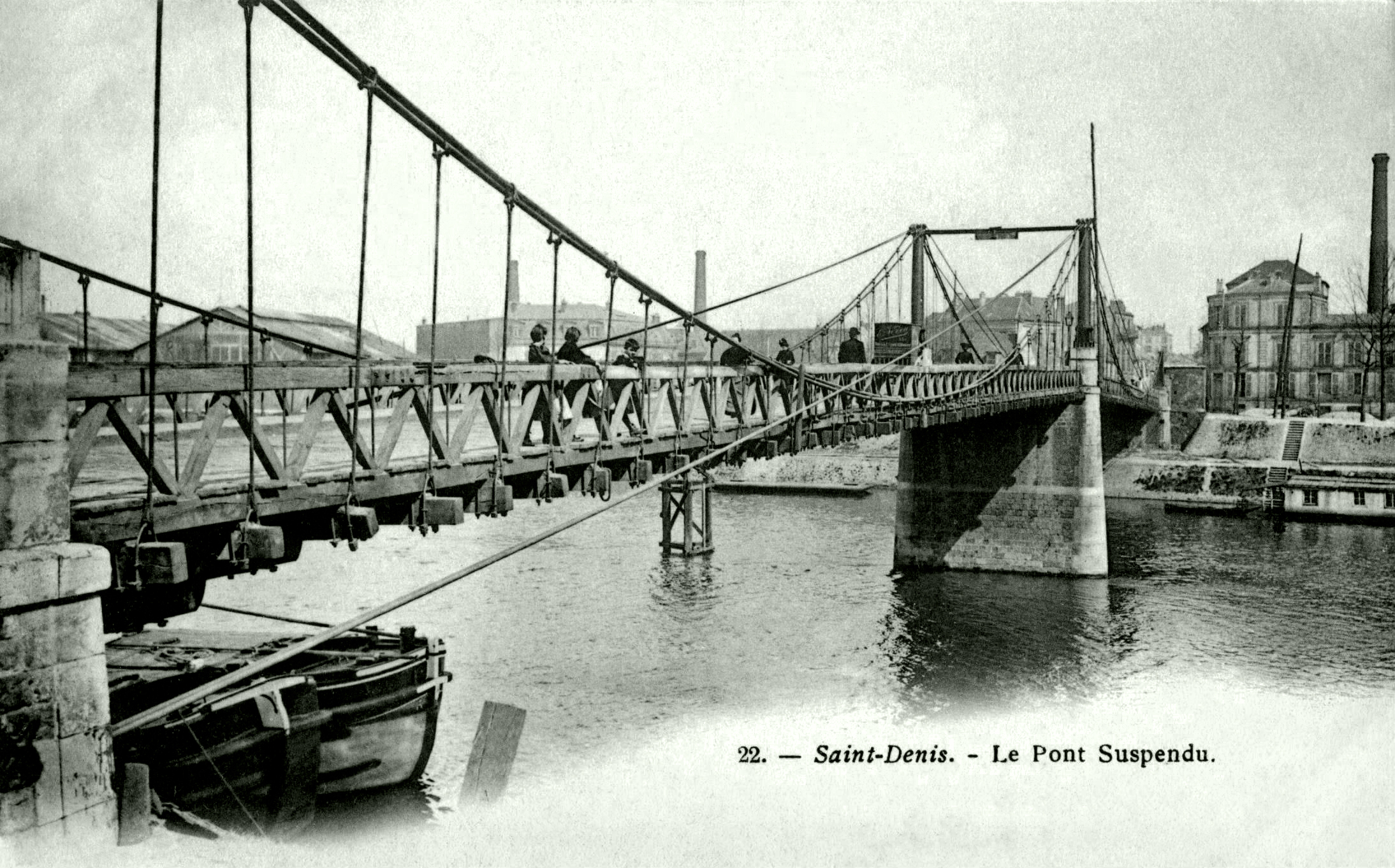
L'ancien pont de l'Île-Saint-Denis, conçu par les Frères Seguin...

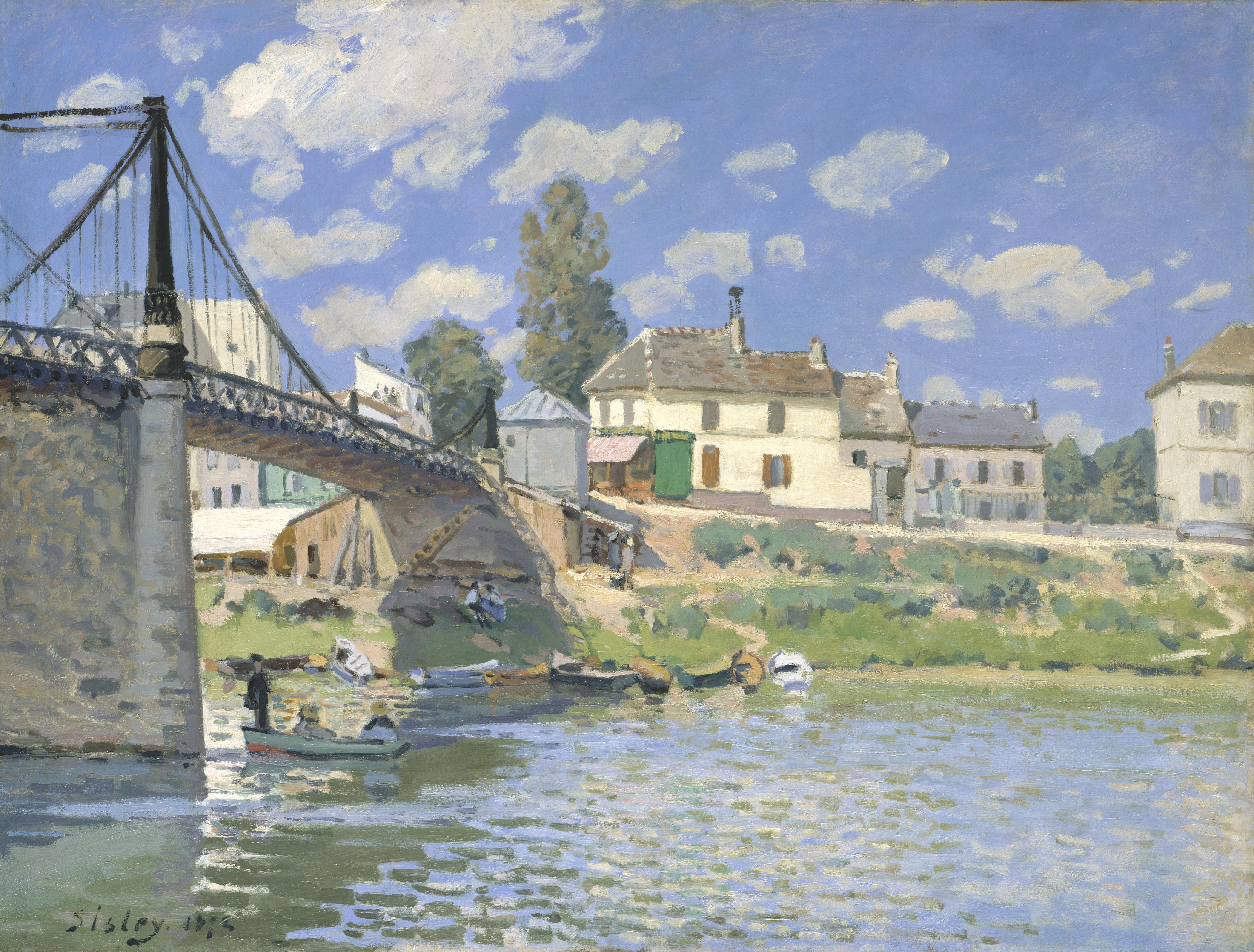
...et vu par Alfred Sisley vers 1872 (Le Pont de Villeneuve-la-Garenne, Metropolitan Museum of Art, New York).

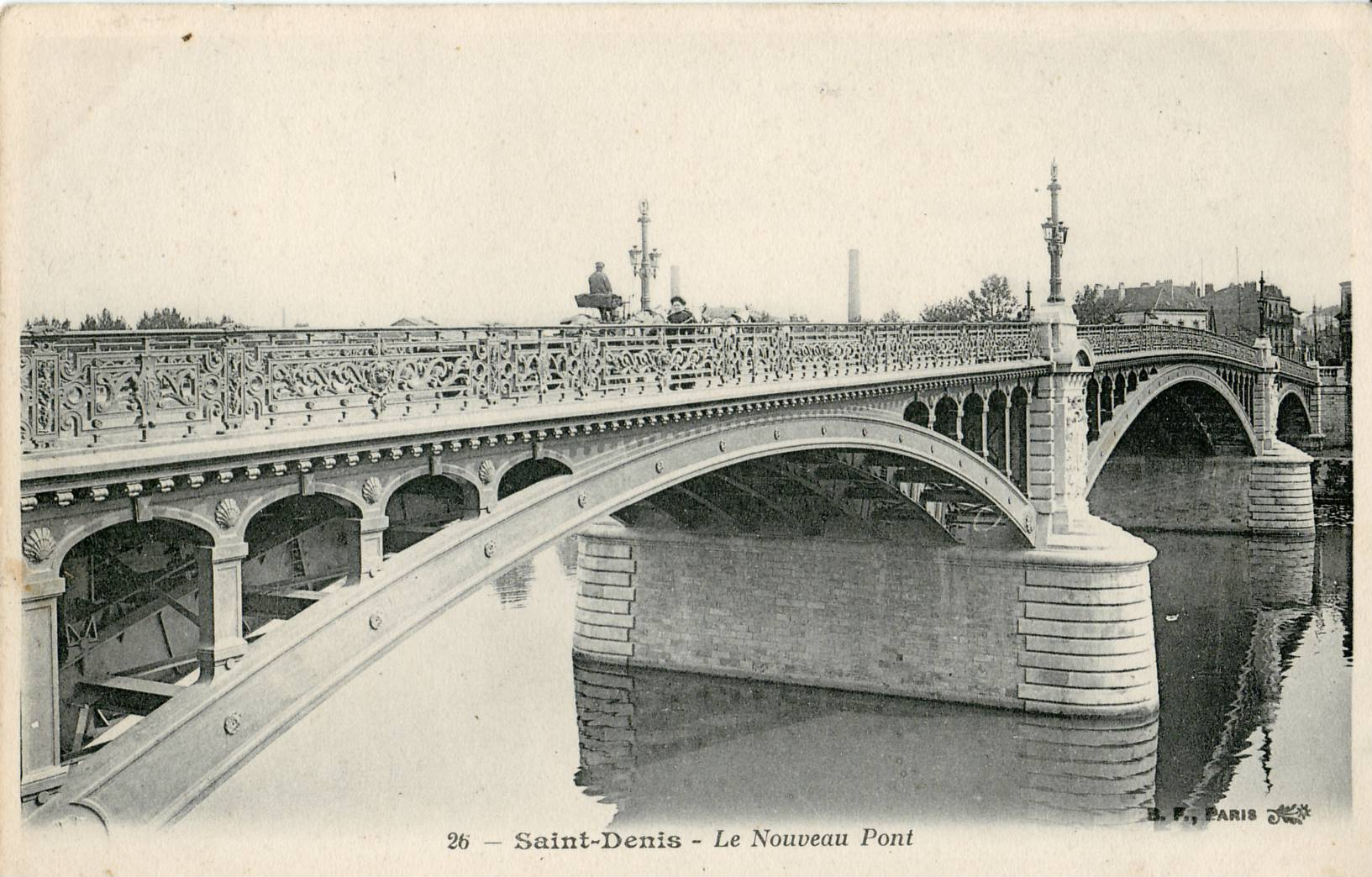
Le nouveau pont, vers 1900.

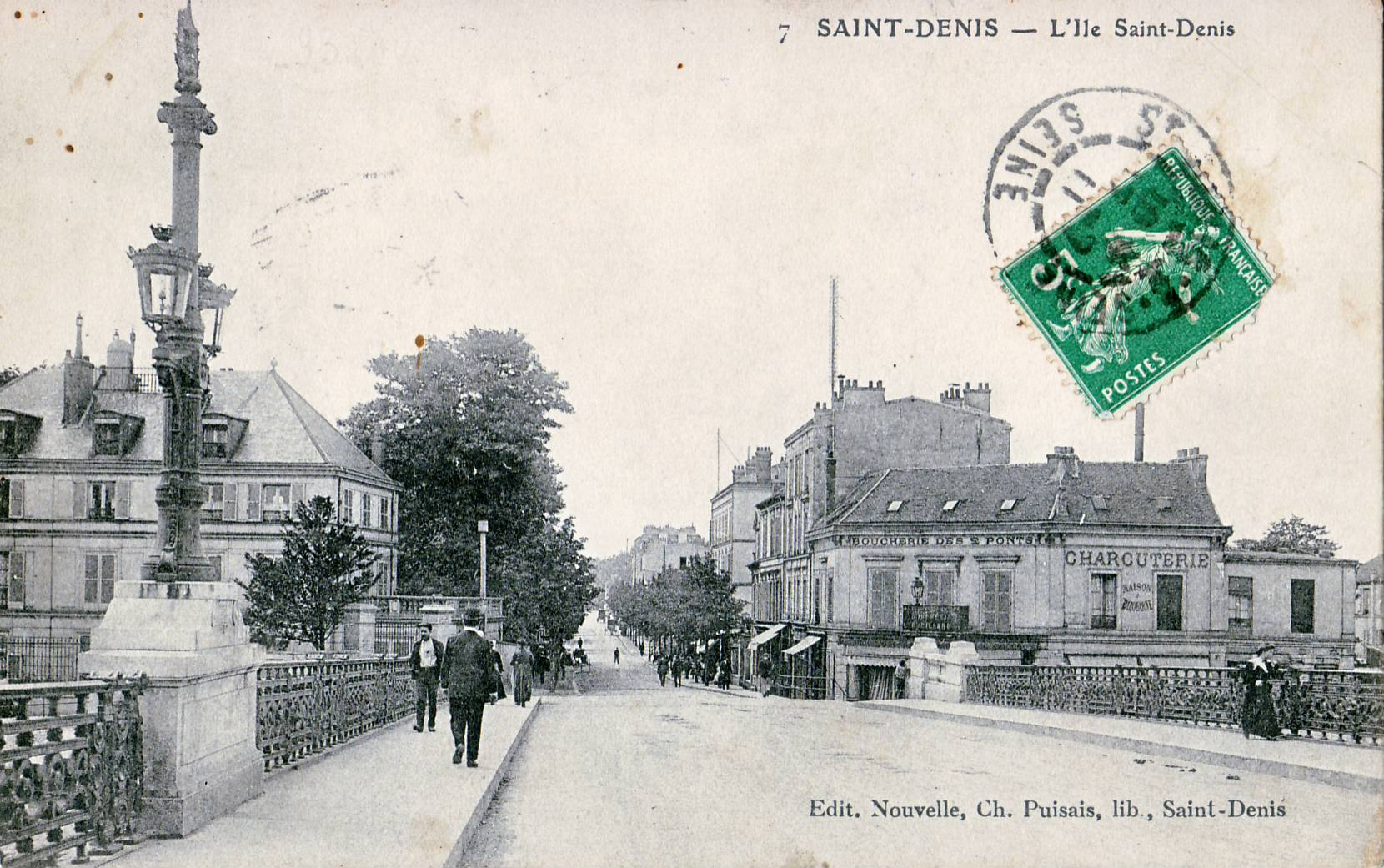
Le tablier du pont, à l'époque où les voitures étaient rares...

Le premier projet de réalisation de pont date de 1829 mais n'a pas été réalisé. Seuls des bacs permettaient d'atteindre la commune de L'Île-Saint-Denis jusqu'en 1844.
Afin de permettre la réalisation d'une route contournant Paris pour faciliter la défense de la capitale, une ordonnance royale du 9 mai 1842 déclare d’utilité publique la construction d’un pont reliant l’île à la rive droite.
Le 4 janvier 1843, les frères Seguin obtiennent la concession, pour 60 ans, d'un pont suspendu de part et d’autre de l’île. Celui-ci est en réalité un pont double, l'un entre Saint-Denis et L'Île-Saint-Denis et l'autre entre L'Île-Saint-Denis et Villeneuve-la-Garenne, « ayant pour ouverture relative 98 mètres et 118 mètres, piles non comprises ».
Le chantier débute le 30 août 1843 et le pont est livré le 20 août 1844. Conformément aux termes de la concession, le passage sur le pont est payant jusqu'au 31 octobre 1886, date à laquelle la concession est rachetée par les trois communes.
Des malfaçons sont constatées, et dès 1880, la question de la reconstruction du pont est posée. Celle-ci est décidée par le Conseil général de la Seine en 1901.
Les anciens ponts, qui furent les derniers ponts suspendus du département de la Seine ont été démontés lors de la construction du nouvel ouvrage, mais les piles ont dû être reconstruites.
Les nouveaux ponts ont été conçus par l'ingénieur des Ponts et Chaussées Louis-Pierre Caldagues et décorés par Jules Formigé (1879-1960). Les sculptures ont été réalisées sous la responsabilité de Florian Kulikowski,.

### Principaux accidents

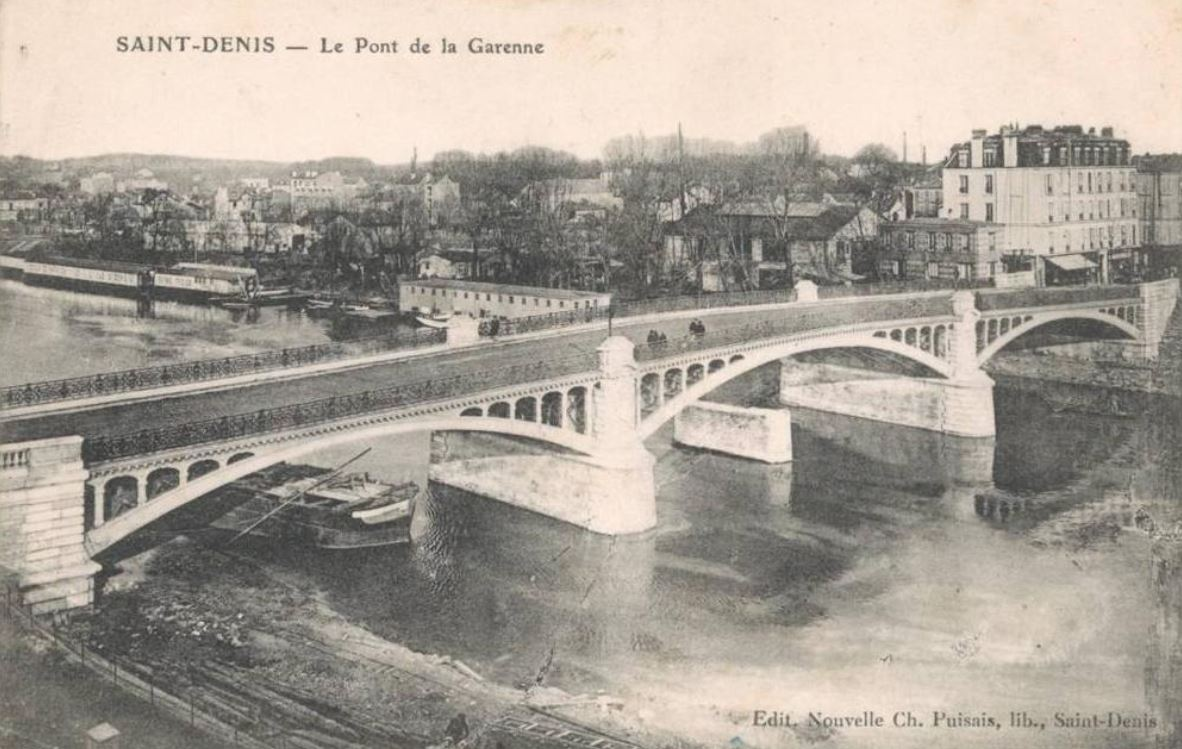
Le pont de la Garenne à l'Île-Saint-Denis, vu du quai d'Asnières. L'immeuble est toujours présent.

L'actuel pont a subi plusieurs accidents qui ont nécessité d'importantes réparations.
En 1941, une péniche allemande heurte l'arche centrale du pont du Petit bras, et endommage un des sept arcs de fonte supportant l'ouvrage.
Le 13 avril 1983, alors que la Seine est en crue et que la circulation y est interdite, un pousseur descend néanmoins la Seine et heurte le pont du Grand bras, cassant quatre des arcs de fonte.
Une barge ayant rompu ses amarres heurte le pont, mais ne cause pas de dégâts importants.
En 2012, le haut d'un camion circulant sur la voie sur berge heurte le pont pendant les travaux de renforcement et de pose de la voie du tramway, occasionnant de nouvelles dégradations à l'ouvrage, et d'importants problèmes de circulation dans l'ensemble du quartier.
Le 15 mai 2025, le pont est percuté par un bateau de croisière, ce qui entraîne sa fermeture aux circulations routière et du tramway pour une durée estimée à une année.

## Description
Le pont assure la continuité de l'ex-route nationale 186 ainsi que, à partir de 2012-2013, de la ligne T1 du tramway. Il joint d'une part, le quai d'Asnières et le quai Alfred-Sisley, et d'autre part, le quai de Seine et le boulevard de la Libération.